# Michael Graves

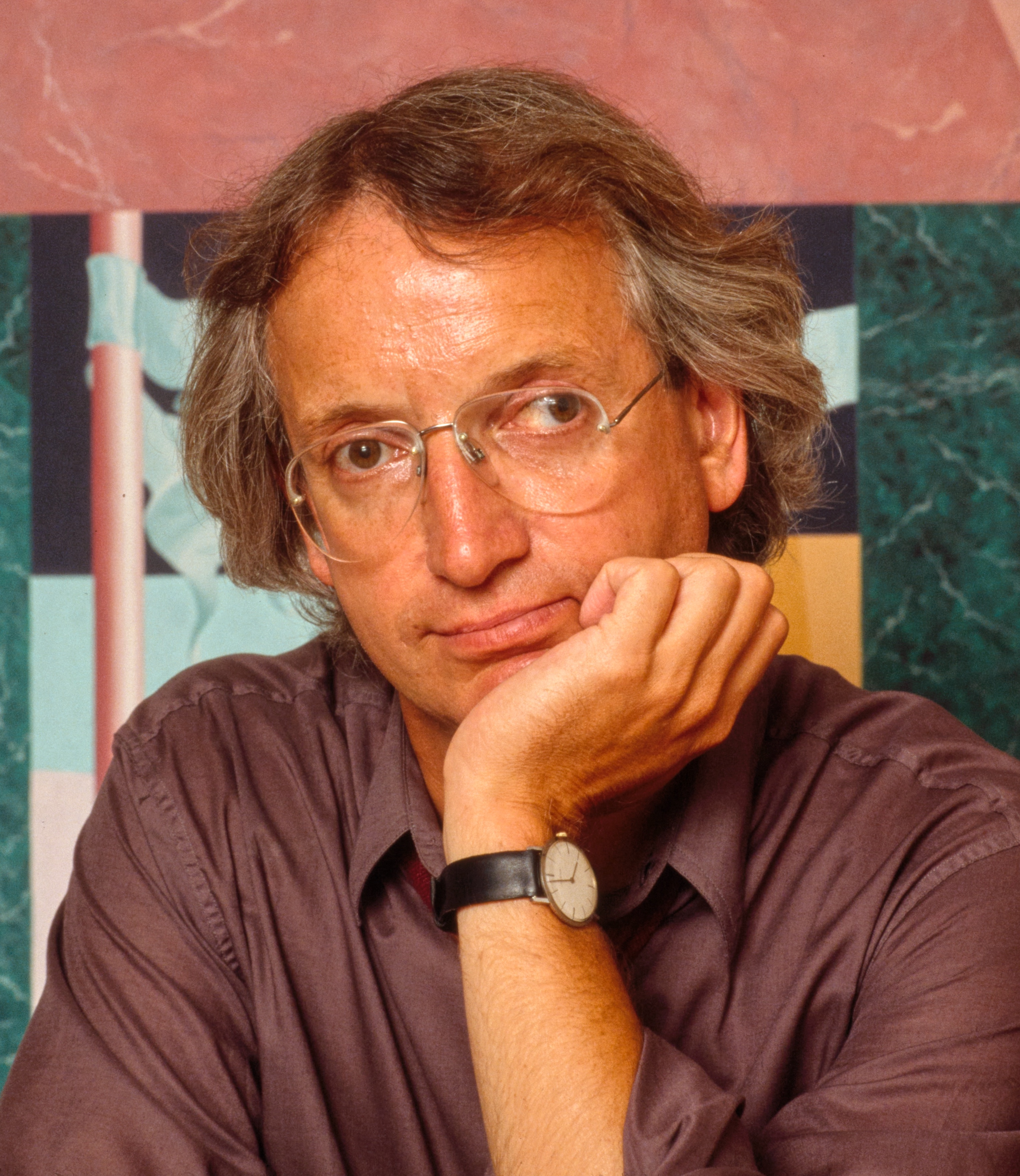
Michael Graves, 1987

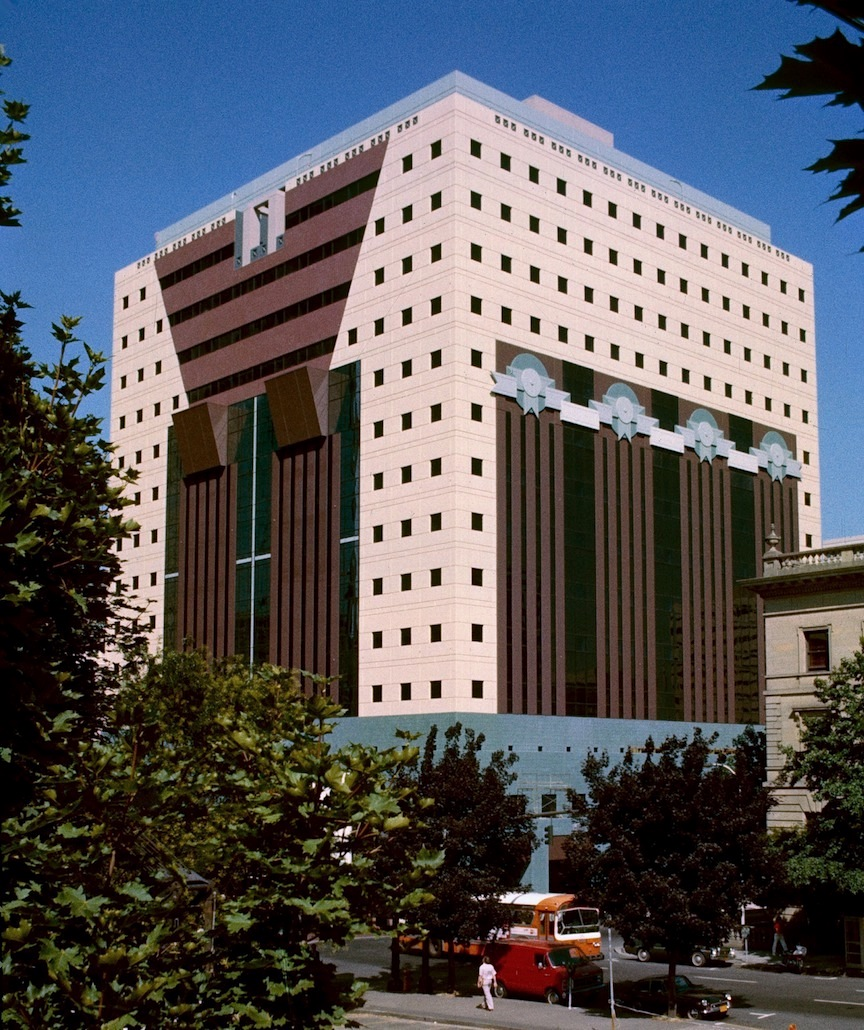
Portland Building, 1982

Michael Graves (* 9. Juli 1934 in Indianapolis, Indiana; † 12. März 2015 in Princeton, New Jersey) war ein US-amerikanischer Architekt und Designer.

## Biografie
Graves studierte ab 1954 an der Universität in Cincinnati Architektur und erhielt vier Jahre später den Bachelor of Architecture. Von 1958 bis 1959 schloss Graves ein Masterstudium in Harvard an. Durch den Gewinn des Prix de Rome der American Academy in Rome konnte er von 1960 bis 1962 ein Nachdiplomstudium in Rom anschließen.
Nach seiner Rückkehr nach Amerika erhielt er eine Anstellung als Dozent an der Universität Princeton, an der er bis zu seinem Tod als Professor arbeitete. Zahlreiche Gastprofessuren nahm er unter anderem in Eugene, Oregon, Austin und Houston wahr. Im Jahr 1964 gründete Graves sein eigenes Architekturbüro in Princeton. In den 1970er Jahren wurde Graves zu den New York Five gezählt, einer Gruppe von New Yorker Architekten, deren Werk 1969 auf einer vielbeachteten Konferenz im MOMA zusammenfassend für einen neuen Baustil proklamiert wurde.
1982 stellte er das Portland Building fertig, einen Neubau für die Stadtverwaltung von Portland, Oregon. Das Gebäude gilt als erstes Bauwerk der Postmodernen Architektur, die von Graves damit maßgeblich geprägt wurde.
1991 wurde er in die American Academy of Arts and Letters aufgenommen. 2001 wurde er mit der Goldmedaille des American Institute of Architects ausgezeichnet, 2012 wurde Michael Graves zum Mitglied (NA) der National Academy of Design gewählt.
Nachdem er wegen einer Infektion seit 2003 von der Brust abwärts gelähmt war, entwarf er fortan gezielt behindertenfreundliche Architektur und Geräte. Graves, Vater von vier Kindern, lebte und arbeitete zuletzt in Princeton, wo er am 12. März 2015 im Alter von 80 Jahren starb.

## Projekte

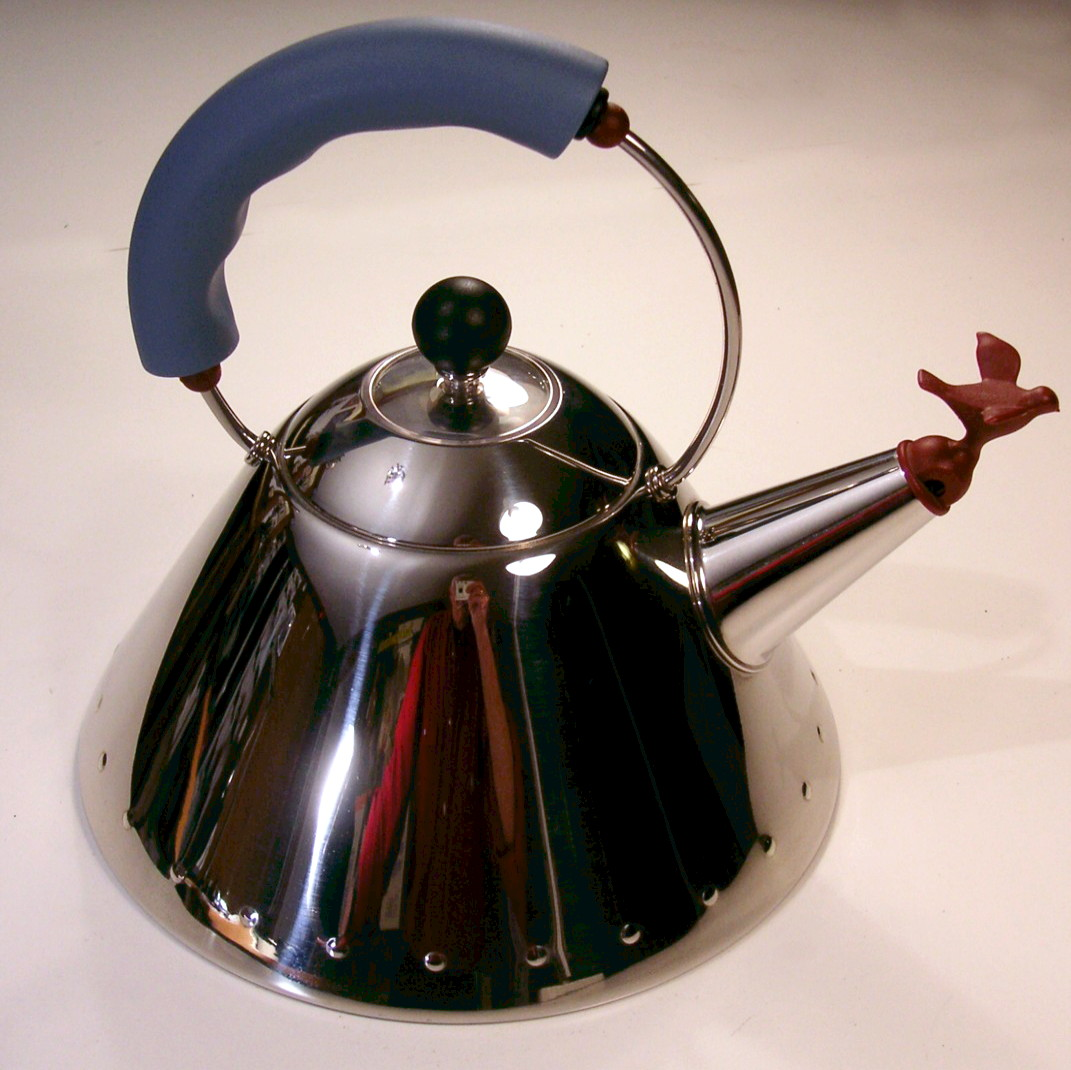
Wasserkessel 9093 für die Firma Alessi, Design von Michael Graves, 1985

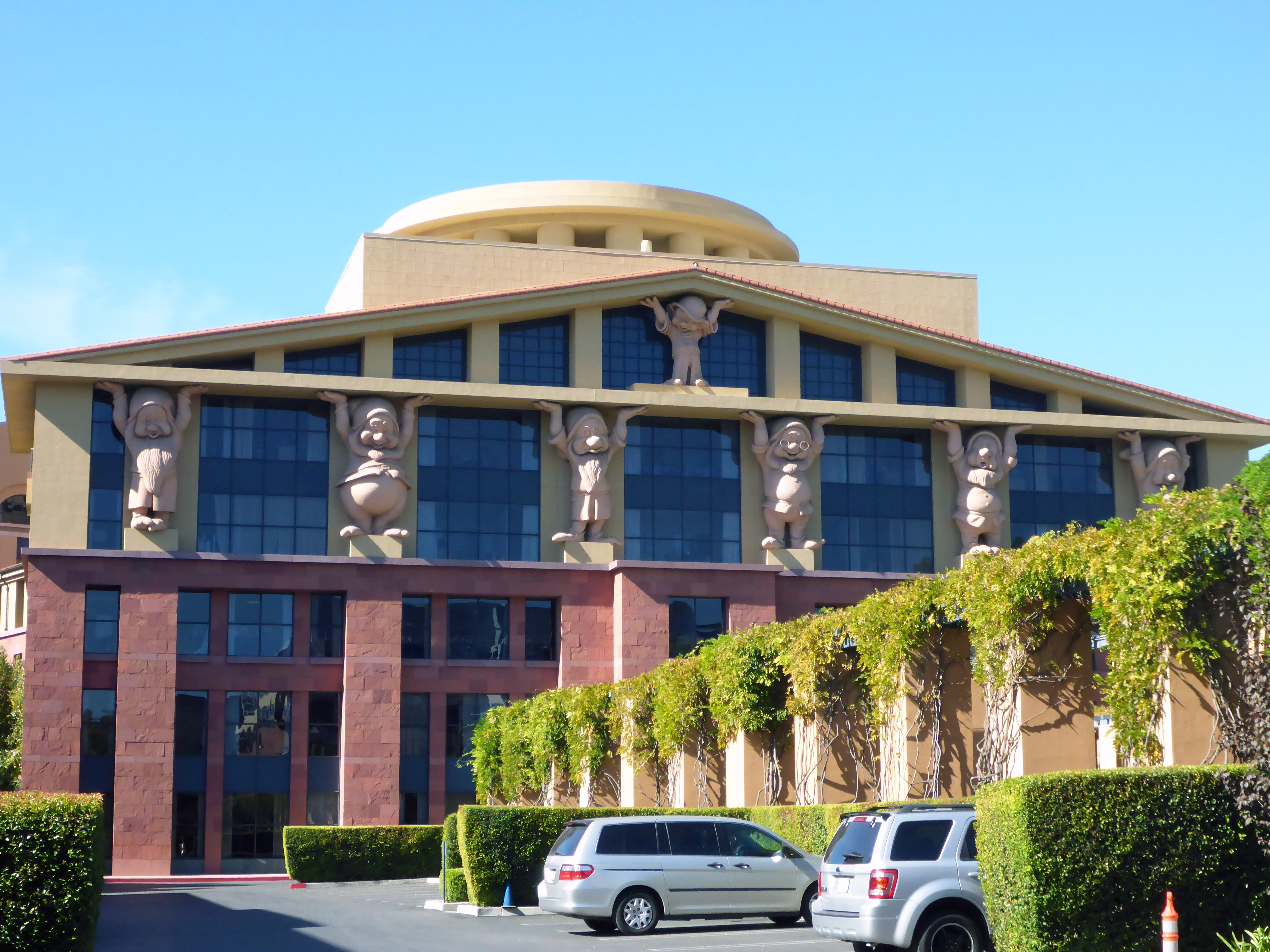
Walt Disney Studios in Burbank, Kalifornien, 1990

Graves war zunächst für seine Entwürfe prachtvoller Privathäuser bekannt, die Ideen holte er sich dabei von Le Corbusier. Seine Gestaltung orientierte sich Anfang der 1980er Jahre am Kubismus und war von Farbeffekten geprägt. Graves wollte Gebäude ähnlich strukturieren wie den menschlichen Körper. Nach seiner Vorstellung sollten alle Gebäude Beine, Körper und Kopf besitzen. Um dieses Ziel zu erreichen, konzentrierte sich Graves bei seinen Entwürfen zunehmend auf hohe Gebäude.
Ende der 1980er Jahre vollzieht Graves einen radikalen Stilwandel. Fortan löst er sich von der strengen und klaren Einteilung seiner Gebäude und verwendet Tiergestalten als Gestaltungselemente.
Michael Graves hat eine große Zahl von Alltagsgegenständen gestaltet, Teekessel, Gewürzmühlen und Geschirr ebenso wie Sessel und Stühle, aber auch Badmöbel und Sanitärobjekte, die weithin bekannt geworden sind.
Bekannte Werke von Graves sind (Auswahl):
- Hanselmann House, Fort Wayne, Indiana (1967–1971)
- Snyderman House, Fort Wayne, Indiana (1972)
- Portland Building, Portland, Oregon (1982)
- Humana Building, Louisville, Kentucky (1985)
- Crown American Building, Johnstown, Pennsylvania (1986)
- Hotel New York, Disneyland Resort Paris, Frankreich (1989)
- Denver Public Library, Denver, Colorado 1990
- NTT Headquarters, Tokio, Japan (1991)
- Marne-la-Vallée, Frankreich (1992)
- Nationalmuseum für prähistorische Kultur Taiwans,  Taitung, Taiwan (2002)
- Ministerie van Volksgezondheid, Welzijn en Sport, Den Haag (2003)
- 425 Fifth Avenue, Wohnwolkenkratzer in New York City (2003)
- Minneapolis Institute of Arts, Minneapolis (2006)
- Louwman Museum, Den Haag (2010)
- Trump International Hotel & Tower Fort Lauderdale, Fort Lauderdale, Florida (im Bau)